# Герасимово (Витебский район)
Герасимово (бел. Гера́сімава) — деревня в Витебском районе Витебской области Республики Беларусь. В составе Мазоловского сельсовета.

## География
Деревня находится в 14 км на севернее Витебска между озерами Лосвидо и Сосна. На северо-западе от деревни озеро Цыганово, из которого вытекает река Должанка — протекает через деревню Герасимово.
Деревня поделена на две части. Северная, за рекой Должанкой, более новая, послевоенная. Между этими частями (с юга) находится ОАО «БелВитунифарм» (Витебская биофабрика), а также водозаборное сооружение с 4 артезианскими скважинами и кладбище.
В 200 м от восточной окраины деревни проходит автодорога Р115 (Витебск—Городок).

## История
Согласно Плану Генерального межевания Витебского уезда 1785 года эта местность входила в состав очень большого имения «Путилово». В имении дворов 340, по ревизии мужескеска пола душ 2363, женщин 2296, всего земли 21742 десятин. Владения старосты Рогачевскаго и Кавалера Графа Михайлы Казимировича Потея.

### Имение «Должа»
В 1800 году существовало уже отдельное имение «Должа», владел которым тайный советник Петр Иванович Северин Белорусский губернатор в короткий период: 3 июня 1800 — 29 декабря 1800. В составе имения было 12 деревень.
Возможно, раздел имения «Путилово» был связан с тем, что 29 января 1799 года Павел I велел взять все имения графа Александра Михаила Поцея в секвестр для удовлетворения заимодавцев, которым Поцей задолжал 1 млн. 200 тыс руб. серебром под залог 2304 душ. Всего он был лишен более чем 14290 крестьянских душ. Это был племянник Михаила Поцея и соправитель многих имений.
С 1809 года имением «Должа» владел сын Петра Тадеуша Богомольца — Станислав Богомолец (1777/1778 – 1852).
Всего в Витебском уезде за С. П. Богомольцем числилось 284 крестьянских ревизских душ.
В 1836 году в имении «Должа» 254 ревизские души.
По инвентарю 1846 года в деревне Герасимова 6 дворов, 32 жителя. Всего в имении «Должа» 13 деревень, в которых 60 дворов, 450 жителей.
В 1906 году деревня Герасимово относилась к Должанскому сельскому обществу Храповичской волости Витебского уезда Витебской губернии, 60 десят. удобной земли. 8 дворов, 20 мужчин, 20 женщин.
С 17 июля 1924 года деревня в Долженском сельсовете (центр Должа) в составе Северо-Витебского района Витебского округа.
5 декабря 1936 года центр Долженского сельсовета был перенесен в деревню Уголок.
В 1926 году в Герасимово 11 дворов, 46 жителей.
16 июля 1954 года Долженский сельсовет упразднен, территория передана Боровлянскому сельсовету.
22 декабря 1960 года территория Боровлянского сельсовета вошла в состав новоорганизованного Мазоловского сельсовета.
В 2000 году в Герасимово 80 домохозяйства, 141 житель.
По переписи 2009 года проживало 114 человек.
В 2014 году в деревне было 45 домохозяйства. Постоянно проживало 84 человек, из них 14 моложе трудоспособного возраста, трудоспособного возраста 48, старше трудоспособного возраста 22 человека.

### Биофабрика
В 1930 году основана Витебская противочумная биофабрика № 5 в посёлке Буяны Долженского сельсовета.
С 1944 года Витебская биофабрика Управления биологической промышленности Министерства сельского хозяйства СССР восстановлена в п. Буяны.
С 1965 года Витебская биофабрика в деревне Должа. ОАО «БелВитунифарм» — единственное предприятие в Республике Беларусь по производству сложных лечебно-профилактических и диагностических препаратов для нужд ветеринарии.

### Мемориал на берегуЛосвидо
В 1971 году в 3 км от деревни, на берегу озера Лосвидо на братской могиле № 4431 был устроен мемориал. Архитектор Александр Алексеевич Бельский.

### Сопка
Согласно Сведениям 1873 года о городищах и курганах Храповичской волости (прим. административная единица крестьянского самоуправления в составе первого стана Витебского уезда Витебской губернии, центр — имение Мартинково) при деревне Герасимово имелась 1 сопка.

## Население

### Численность
- 2018 год — 44 домохозяйств, 75 жителей.

### Динамика
- 1926 год — 11 дворов, 46 жителей.
- 2000 год — 80 домохозяйств, 141 житель.
- 2009 год — 114 жителей (перепись населения)[3].
- 2014 год — 45 домохозяйств, 84 жителей.
- 2018 год — 44 домохозяйств, 75 жителей.